# Danilov
Danilov (rusky Данилов) je město v Jaroslavské oblasti v Ruské federaci. Při sčítání lidu v roce 2010 měl bezmála šestnáct tisíc obyvatel.

## Poloha a doprava
Danilov leží na Transsibiřské magistrále ve vzdálenosti přibližně 350 kilometrů severovýchodně od Moskvy a přibližně 69 kilometrů severovýchodně od Jaroslavle, správního střediska oblasti. Nejbližší jiná města v okolí jsou Ljubim přibližně 35 kilometrů severovýchodně a Tutajev (50 kilometrů jihozápadně).
Přes město vede také dálnice M8 z Moskvy do Severodvinsku.

## Dějiny
První písemná zmínka je z roku 1592. Podle tradice ale byl Danilov založen už koncem 13. století moskevským knížetem Daniilem Alexandrovičem, od kterého je také odvozován název města.
V období Smuty byl Danilov zpustošen jednotkami polsko-litevské unie, ale do 18. století se rozvinul jako řemeslnická obec. Status města získal během reformy v roce 1777, kdy se stal také ujezdním městem. Od roku 1872 má železniční spojení na trati z Jaroslavle do Vologdy.

## Rodáci
- Grigorij Grigorjevič Kapustin (* 1680 Danilov– kolem 1750) - ruský geolog, prospektor a znalec rud, objevitel rudných ložisek Donbasu